# Torthorwald
Torthorwald ist eine Ortschaft in der schottischen Council Area Dumfries and Galloway. Sie liegt rund sechs Kilometer nordöstlich des Zentrums von Dumfries und sechs Kilometer südwestlich von Lochmaben.

## Geschichte
Die Überreste zweier steinzeitlicher Hillforts in der direkten Umgebung Torthorwalds belegen die Jahrtausende zurückreichende Besiedlung der Gegend. Am Südrand der Ortschaft findet sich die Ruine von Torthorwald Castle. Der Ursprung der Festung der Carlyles und Kirkpatricks ist unbekannt. Die Motte deutet jedoch auf einen Bau im 12. Jahrhundert hin. Die bis heute erhaltenen Ruinen stammen jedoch aus dem 14. Jahrhundert.
Die Ländereien von Torthorwald gehörten den Marquesses of Queensberry. Dieser veräußerte sie 1884 an James Jardine. In den 1730er Jahren erhielt Torthorwald eine eigene Kirche. Gegen Ende des 19. Jahrhunderts befand sich in der Ortschaft eine Schule für 100 Schüler. Mit dem in der ersten Hälfte des 19. Jahrhunderts erbauten Torthorwald Cruck Cottage befindet sich ein Denkmal aus der höchsten schottischen Denkmalkategorie A in Torthorwald.
Lebten 1841 noch 1346 Personen in Torthorwald, sank die Einwohnerzahl im Laufe des Jahrhunderts kontinuierlich. Im Rahmen des Zensus 1961 wurde in der Ortschaft 114 Einwohner gezählt. Zehn Jahre später waren es bereits 167.

## Verkehr
Mit der A709 (Lockerbie–Dumfries) führt eine überregionale Straße direkt durch Torthorwald. Sie bindet die Ortschaft bei Dumfries an die A75 und bei Lockerbie an die A74(M) an.